# Anthodioctes radialis
Anthodioctes radialis là một loài Hymenoptera trong họ Megachilidae. Loài này được Ducke mô tả khoa học năm 1908.